# Kanalstraße (Lübeck)

Die Lage der Kanalstraße (rot markiert)

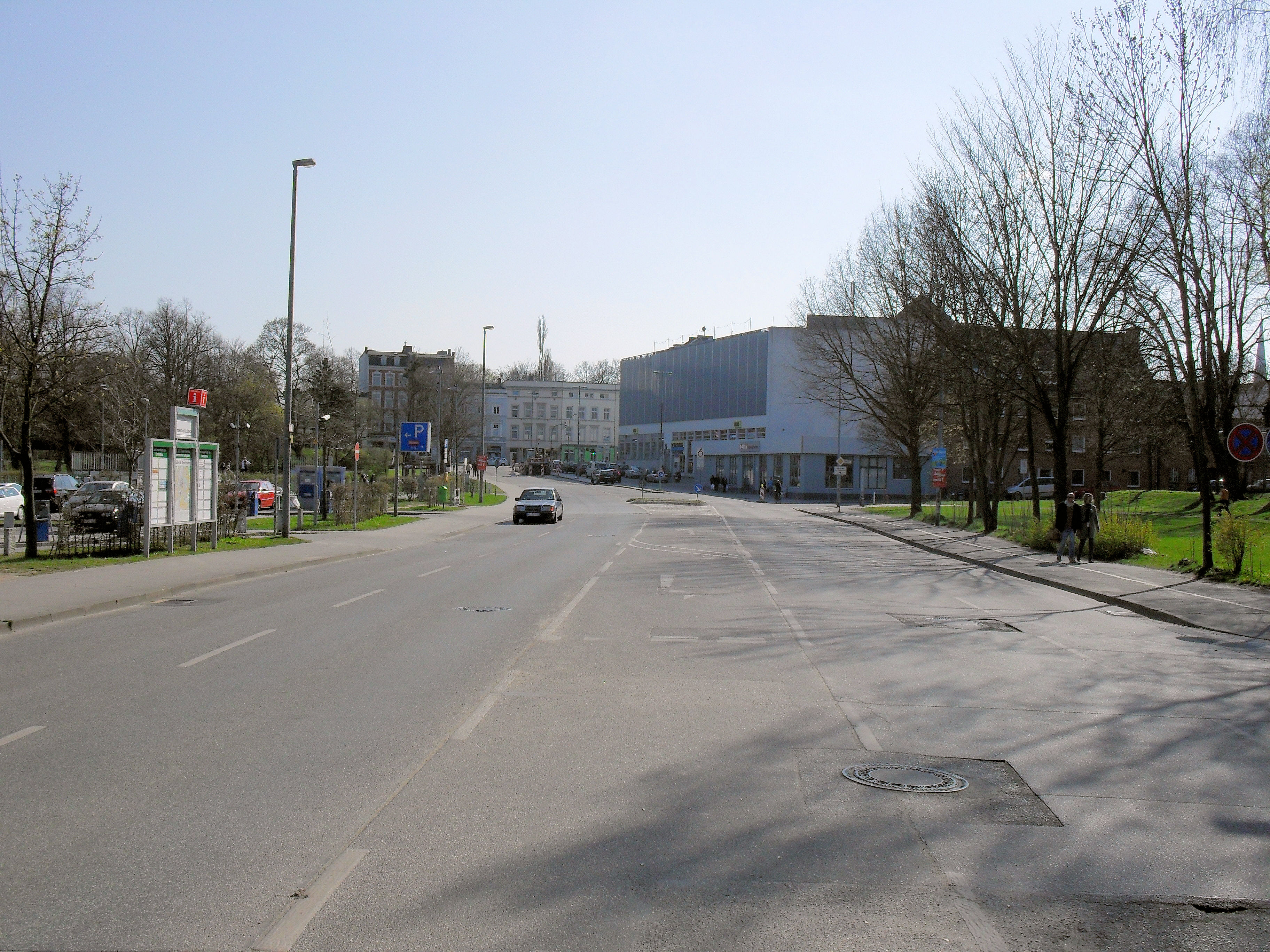
Die Kanalstraße, Blick in Richtung Süden

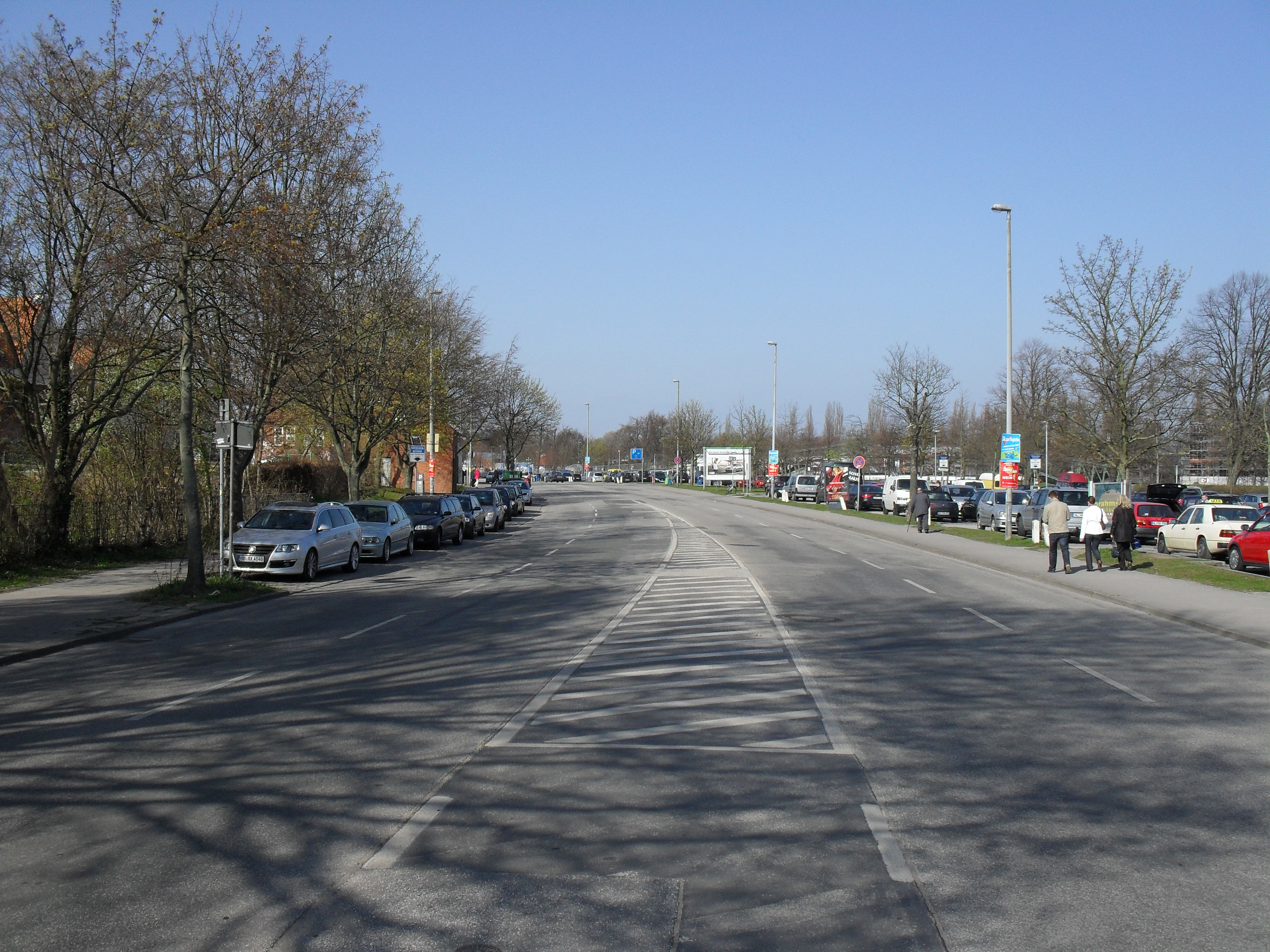
Die Kanalstraße, Blick in Richtung Norden

Die Kanalstraße ist eine Straße der Lübecker Altstadt.

## Lage
Die etwa 1,23 Kilometer lange Kanalstraße führt am gesamten nordöstlichen Rand der Altstadtinsel entlang. Sie beginnt an der Straße An der Untertrave bei der Hubbrücke über den Elbe-Lübeck-Kanal unterhalb des Burgtors und führt dann, parallel zum Verlauf des Kanals, in einem weit geschwungenen Bogen südwärts. Aus der Altstadt kommend münden von Westen her nacheinander Rosenpforte, Weiter Lohberg, Glockengießerstraße, Hundestraße, Dr.-Julius-Leber-Straße und Fleischhauerstraße ein, bis die Kanalstraße schließlich auf den Hüxterdamm trifft und endet. Die Kanalstraße hat die Postleitzahl 23552.

## Geschichte
Die Kanalstraße ist eine der jüngsten Straßen der Lübecker Altstadt. Bis ins späte 19. Jahrhundert befand sich dort, wo sie heute verläuft, noch die damals sehr breite Wakenitz, die mit ihren flachen, sumpfigen Ufern bis nahe an die heutige Wakenitzmauer reichte. Der Bau des Elbe-Lübeck-Kanals von 1896 bis 1900 veränderte dieses Gebiet völlig: Die Wakenitz verschwand zugunsten des schmaleren Kanals mit seinen befestigten Ufern. Der durch Aufschüttung gewonnene neue Landstreifen zwischen Wakenitzmauer und Kanal wurde durch eine durchgehende Straße erschlossen, die 1901 den bis heute gültigen Namen Kanalstraße erhielt.
Dass die Kanalstraße eine spät entstandene völlige Neuanlage ist, wird auch in ihrem Baubild erkennbar: Nur im nördlichen Abschnitt nahe dem Burgtor existiert stadtseitig eine geschlossene Bebauung, ansonsten herrschen Gewerbebetriebe und Freiflächen vor. Der Geländestreifen zwischen Straße und Kanalufer wurde bis in die 1990er Jahre durch Lagerplätze und Firmen belegt, die hier ursprünglich wegen der unmittelbaren Lage an den Binnenschiff-Anlegern entstanden waren. Mittlerweile ist diese Nutzung Vergangenheit, das frühere Gewerbegebiet wird heute fast ausschließlich von Parkplätzen in Anspruch genommen.

## Baudenkmale
Unter Denkmalschutz stehen neben der Hubbrücke die Gebäude Nr. 2 (= Wakenitzmauer 1), 4–10 und 20–22, 24, 42–46 und 52.